# Cleora nigerrima
Cleora nigerrima là một loài bướm đêm trong họ Geometridae.